# Сапетня
Сапе́тня — село в Україні, в Ольшанській селищній громаді Миколаївського району Миколаївської області. Населення становить 475 осіб.

## Інфраструктура
У центрі села знаходиться Миколаївська обласна психіатрична лікарня №2 — лікувально-профілактичний заклад, забезпечуючий стаціонарне обстеження, лікування, соціально-трудову реабілітацію осіб, які страждають на психічні розлади.